# Sally Gabori
Mirdidingkingathi Juwarnda Sally Gabori (Isola Bentinck, 1924 – Isola Mornington, 11 febbraio 2015) è stata un'artista e costumista australiana, appartenente al popolo aborigeno Kaiadilt, originaria dell'isola di Bentinck, nello stato del Queensland.
La sua carriera artistica, iniziata in età avanzata, ha riscosso ampio riconoscimento a livello nazionale e internazionale, imponendola come una delle figure più originali dell'arte contemporanea australiana del XXI secolo.
Il lavoro di Gabori è stato spesso descritto come una forma di “astrazione arcaica” o “memoria cartografica emotiva”. Sebbene la sua pittura sia visivamente astratta, essa è profondamente radicata nella geografia e nella spiritualità del popolo Kaiadilt. Ogni opera è dedicata a un luogo, spesso condiviso con i membri della sua famiglia, anch’essi artisti, in una forma collettiva e intergenerazionale di trasmissione culturale.

## Biografia
Sally Gabori nacque intorno al 1924 sull'isola di Bentinck, nel Golfo di Carpentaria, nel nord-est dell'Australia. Apparteneva al popolo Kaiadilt, una delle comunità aborigene più isolate del continente. Il suo nome tradizionale, Mirdidingkingathi Juwarnda, si riferisce al suo luogo di nascita (Mirdidingki) e al suo totem, lo squalo (juwarnda).
Nel 1948, a seguito di una disastrosa inondazione e del ciclone che colpì la sua isola natia, l’intera popolazione Kaiadilt fu costretta a trasferirsi sull’isola vicina di Mornington. Questo spostamento forzato segnò profondamente la sua vita, come quella di tutta la sua comunità, dando origine a un trauma collettivo di esilio e perdita culturale.
Madre di undici figli, Gabori non ebbe alcuna formazione artistica accademica. Iniziò a dipingere solo nel 2005, all’età di circa 80 anni, presso il Mornington Island Arts and Crafts Centre. In pochi mesi sviluppò uno stile personale e vibrante, caratterizzato da un uso intenso del colore e da una gestualità astratta che traduceva la memoria dei luoghi della sua infanzia e il legame spirituale con la terra d’origine.
Sally Gabori è scomparsa nel 2015, lasciando un’importante eredità artistica e culturale, che ha contribuito alla visibilità internazionale dell’arte aborigena contemporanea e alla riaffermazione dell’identità Kaiadilt.

## Stile artistico
L’arte di Sally Gabori è difficilmente classificabile: pur appartenendo al contesto dell’arte aborigena contemporanea, le sue opere si discostano dalla tradizione iconografica puntiforme tipica del Central Desert Art, per avvicinarsi a una forma di astrazione lirica e gestuale. Le sue tele, spesso di grandi dimensioni, sono dedicate ai luoghi della sua isola natia – come Nyinyilki, Thundi, Dibirdibi – evocati non tanto attraverso la forma, quanto attraverso il colore, la luce e il ritmo pittorico.
I suoi lavori possono essere interpretati come mappe affettive e spirituali, in cui la pittura diventa uno strumento per riattivare la connessione con la terra ancestrale e tramandare la cultura Kaiadilt, che aveva rischiato di andare perduta dopo lo spostamento forzato.

## Mostre e riconoscimenti
Nonostante abbia iniziato a dipingere in tarda età, Gabori ha rapidamente attirato l'attenzione del mondo dell’arte. Le sue opere sono state esposte in numerosi musei e gallerie in Australia e all’estero.
Nel 2022-2023 le è stata dedicata una grande mostra retrospettiva alla Fondation Cartier pour l'art contemporain di Parigi, successivamente presentata alla Triennale di Milano nel 2023-2024, in collaborazione con la stessa Fondation Cartier. La mostra, intitolata Mirdidingkingathi Juwarnda Sally Gabori, ha raccolto una selezione delle sue opere più significative, offrendo al pubblico europeo uno sguardo sull’universo visivo, culturale e spirituale dell’artista.
Le sue opere fanno oggi parte delle collezioni di importanti istituzioni, come la National Gallery of Victoria, il Queensland Art Gallery of Modern Art (QAGOMA) e la National Gallery of Australia.